# Antoni Rico i Garcia
Antoni Rico i Garcia   (Alacant, 27 de juliol de 1979) és un historiador valencià, resident a Girona des de 2004.
Nascut a Alacant però natural de Novelda (Valls del Vinalopó), es va llicenciar en història contemporània per la Universitat d'Alacant, i en antropologia social i cultural per la Universitat de Barcelona. Des de 2018 és doctor per la Universitat de Girona, amb la tesi La influència del pensament de Joan Fuster en les cultures polítiques dels Països Catalans (1960- 1992). Durant la dècada de 2010 s'especialitza en diferents treballs acadèmics sobre el pensament fusterià, les identitats i les nacions.
En 2013 va publicar No tots els mals vénen d'Almansa, un treball on es proposa una revisió crítica de la construcció dels Països Catalans. En paraules seues, la construcció teòrica del concepte Països Catalans com a projecte polític s'havia aturat des de l'època de la transició política espanyola. Sols s'havia tractat el tema des del valencianisme i el mallorquinisme, amb autors com Joan Francesc Mira i Damià Pons, que apostaven per revisar el concepte, considerant els Països Catalans com a nació cultural i no política. La intenció de Rico és la d'obrir el debat sobre els Països Catalans, que mancava de referents teòrics des d'És molt senzill, digueu-li Catalunya, enfocant-ho des de la renovació acadèmica i cultural, reprenent el diàleg entre territoris.
Comença a militar políticament a Maulets, quan vivia al País Valencià. Posteriorment va ser el número dos a la llista de la CUP a Girona a les Eleccions al Parlament de Catalunya de 2012, sense ser elegit. Tot i que a les Eleccions Municipals de 2015 no s'hi va presentar, a les Eleccions al Parlament de Catalunya de 2015 va tornar a presentar-s'hi, aquesta vegada en cinquena posició de la llista.
Actualment treballa a l'institut de Vilablareix com a tutor de ciències socials, anteriorment a l'Institut El Pedró de l'Escala.

## Llibres
Obra publicada.
- Història de Novelda. El passat d'un poble. Novelda: Ajuntament de Novelda, 2011.
- No tots els mals vénen d'Almansa. Lleida: El Jonc, 2013.
- El pensament i l'acció. De Marx a Gramsci en Joan Fuster. Ferran Archilés i altres (eds.). Lleida: El Jonc, 2017.